# Botusfleming
Botusfleming is een civil parish in het Engelse graafschap Cornwall. In 2001 telde het dorp 783 inwoners.